# Franco Ovalle
Francisco Fernando «Franco» Ovalle Angarita (Valledupar, 30 de marzo de 1965) es un político colombiano, exdiputado de la Asamblea Departamental del Cesar y 35° gobernador para el período 2016-2019. 

## Familia
Franco Ovalle nació en Valledupar el 30 de marzo de 1965, hijo del exgobernador del Cesar, Adalberto Ovalle Muñoz y Sarita Angarita de Ovalle. Sus hermanos son José Luis y las gemelas Loli Luz (quien fuera Señorita Cesar en el año de 1981 a Cartagena) y Adalgiza Ovalle Angarita.  Es nieto del patriarca liberal Amador Ovalle, uno de los impulsores de la creación del departamento del Cesar. Su tío Joaquín Ovalle Muñoz fue alcalde de Valledupar.
Ovalle Angarita contrajo matrimonio con Edna María Viña García de cuya unión hay dos hijos Camila y Adalberto Ovalle Viña.

## Educación
Ovalle Angarita se graduó en Administración Agropecuaria de la Universidad de La Salle. Es abogado de la Universidad de Santander UDES.
Ha participado en varias clases y seminarios relacionados con la administración pública y gobierno:
- En la UDES estudió el curso de Gerencia de empresas.
- Cursó "Gerencia Municipal" en la Universidad Externado de Colombia.
- "Gobierno y Planificación Estratégica Situacional" – PES-Presupuesto Municipal de 1994, CEMUR.
- Administración de calidad total en el nuevo municipio que atendió en la Universidad Piloto de Colombia.
- Competencia y recursos Ley 60 de 1993- CORPES.
- Foro nacional de concejales Poder Local Democracia Nacional.
- Curso Inglés E.L.S. Center U.S.A.
- Administración Rural Gerencia de Empresas Agropecuarias ICA –Fedearroz.
- Seminario presupuesto Público y Contratación Estatal. Congreso de Ciencias Forenses
- Seminario Gestión Contractual de las Asociaciones Públicas, Privadas APP.

## Trayectoria
En el sector privado ha sido ganadero y ha manejado las haciendas que heredó de su padre. Es socio de agremiaciones de ganaderos y agricultores como la Corporación de Ferias y Exposiciones de Valledupar (CORFEDUPAR) y la Asociación Nacional de Productores de Leche (ANALAC).
En 1990, Ovalle Angarita fue Coordinador del Programa de Pavimentación de la Gobernación del Cesar por autogestión. También fue secretario privado de la Gobernación del Cesar.
En 1991, fue elegido al Concejo Municipal de Valledupar para el periodo de 1992-1994, donde logró ser vicepresidente y presidente. Tras terminar su periodo decidió lanzarse a las elecciones de 1994 como candidato a diputado. Ovalle Angarita fue elegido diputado de la Asamblea Departamental del Cesar para el periodo 1995-1997. Luego fue reelecto para el periodo 1998-2001, en el que logró ser Presidente de la Asamblea. 
Luego, Ovalle Angarita pasó a trabajar para el Ministerio de Interior como enlace territorial para el departamento del Cesar. 
En el departamento del Cesar, Ovalle Angarita fue Coordinador Departamental del Partido Cambio Radical entre 2005 y 2013 y apoyó la candidatura a la presidencia de Germán Vargas Lleras. También aspiró a ser candidato a la Cámara de Representantes por Cambio Radical pero el aval fue dado a Eloy Quintero Romero.
Ovalle Angarita luego pasó al Partido de la U y fue gerente regional de la campaña de reelección presidencial 2014-2018 de Juan Manuel Santos y vicepresidente Germán Vargas Lleras.

### 35° Gobernador del Cesar
Ovalle Angarita fue apoyado por el clan Gnecco Cerchar para que se lanzara como candidato a la gobernación del Cesar por el Partido de la U. El jefe del partido de la U en el Cesar, el senador de la república José Alfredo Gnecco, dio el espaldarazo a la candidatura de Ovalle, contrario a lo que pronosticaban en medios locales y regionales que daban como candidato a José Eliécer Salazar. El gobernador del Cesar, Luis Monsalvo Gnecco y su madre, la Gestora Social del departamento, Cielo Gnecco Cerchar dieron apoyo directo e incurrieron en constreñimiento al elector en favor de la campaña de Ovalle, algo que está prohibido por la ley de garantías electorales y es considerado delito. Según Revista Semana, la campaña de Ovalle a la gobernación tuvo un costo de 20 mil millones de pesos, con recursos provenientes del clan Gnecco, Ovalle y otros y el controversial empresario Alfonso Hilsaca.
En las elecciones regionales del 25 de octubre de 2015, Ovalle Angarita fue elegido gobernador del departamento del Cesar con más de 238.872 votos, venciendo a sus contrincantes del Partido Liberal, Arturo Calderón e Imelda Daza de la Unión Patriótica. En las encuestas Ovalle lideró la intención de voto a su favor.
Ovalle Angarita tomó posesión del cargo como gobernador del Cesar el 1 de enero de 2016.

#### Gabinete
- Secretaría de Gobierno: Delwin Jiménez
- Secretaría de Planeación: Cecilia Rosa Castro Martinez
- Secretaría de Agricultura: Carlos Eduardo Campo Cuello
- Secretaría de Salud: Carmen Sofía Daza
- Secretaría de Obras estará Omar Maestre Vélez
- Secretaría de Hacienda: Bonnie Carolina Rodríguez
- Secretaría de Educación: Gerardo Arzuaga Gutiérrez
- Secretaría de Minas: Carmen Galvis
- Secretaría de Ambiente: Andrés Arturo Fernández
- Secretaría de Deportes: Yenny Alcocer Plaza
- Secretaría General: Jaime Luis Fuentes
- Oficina de asuntos institucionales (representación en Bogotá): Luis Alberto Rodríguez Ospino.[11]
- Oficina Asesora Jurídica: Blanca María Mendoza
- Oficina Asesora de Cultura: Karen Lobo Pedraza
- Oficina Asesora de Política Social: Amanda Delgado Serranda
- Oficina Asesora de Comunicaciones: Ana Patricia González
- Asesor de Paz: Carlos Javier Toro